# Ikuo Matsumoto
Ikuo Matsumoto (n. 3 noiembrie 1941, Utsunomiya, Japonia) este un fost fotbalist japonez.

## Statistici
| Japonia | Japonia | Japonia |
| An      | Meciuri | Goluri  |
| ------- | ------- | ------- |
| 1966    | 4       | 1       |
| 1967    | 3       | 0       |
| 1968    | 2       | 0       |
| 1969    | 2       | 0       |
| Total   | 11      | 1       |